# Grupo 47

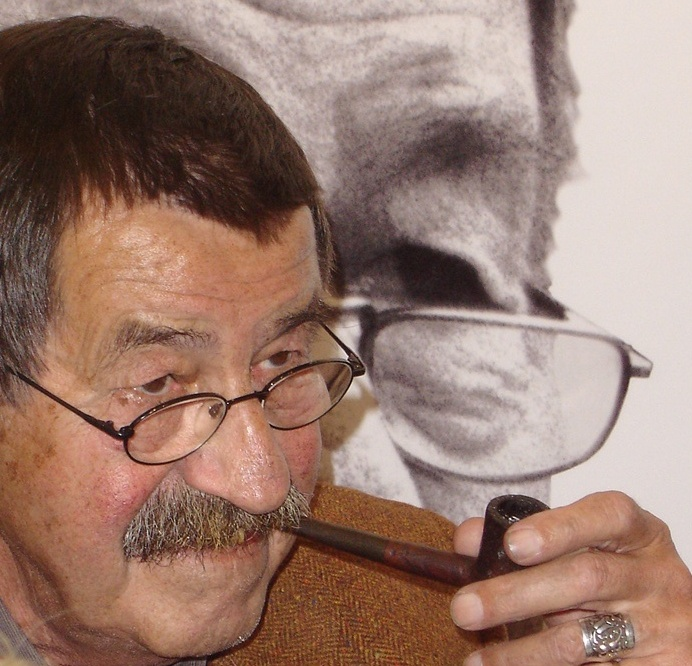
Günter Grass, 2004.

El Grupo 47 (en alemán Gruppe 47) era un grupo informal de autores y críticos alemanes y austriacos que tenía por objetivo revitalizar la literatura alemana de posguerra.  

## Inicios
Sus orígenes se remontan a 1946, cuando Alfred Andersch y Hans Werner Richter fundaron en Múnich la revista literaria Der Ruf ("La llamada"). De allí son despedidos y es cuando se reúnen, con otros redactores para leer sus textos, "aquellos que los oficiales de prensa americanos habían considerado muy rebeldes y malintencionados y que en última instancia habían sido el motivo de su despido". Su objetivo era informar y enseñar al público alemán sobre la democracia tras el fin del nazismo. Las fuerzas de ocupación norteamericanas les revocaron la licencia tras acusarles de nihilistas.

## Fundación
Los antiguos autores de Der Ruf  se reunieron en septiembre de 1947 para crear una nueva revista, Der Skorpion ("El escorpión"). Sin embargo, no tuvo mucho éxito, debido principalmente a la escasez de fondos. Más tarde, inspirándose en la Generación del 98, que había propugnado una transformación cultural y social de España tras la pérdida de las colonias en 1898, fundaron el Grupo 47.

## Organización
El grupo se reunía con regularidad dos veces al año. Solo se podía asistir si se era invitado; los organizadores enviaban tarjetas con la fecha y el lugar a todo el que fuera digno de ser invitado, pudiendo asistir también con sus parejas. No existía una lista fija de miembros, por lo que, en ocasiones, asistentes de anteriores reuniones podían no ser invitados en un futuro.
En estas reuniones, jóvenes autores leían fragmentos de sus manuscritos inéditos y se enfrentaban a la crítica constructiva de sus colegas. Los que leían no podían reaccionar a las críticas, solo podían corregir errores de comprensión. En cada encuentro, se otorgaban premios a los autores cuyas obras más éxito hubiesen tenido.

## Objetivos
En un principio, la meta del grupo del 47 fue apoyar a jóvenes autores, la llamada Nachkriegsliteratur (literatura de posguerra). Además, el grupo criticaba abiertamente la idealizada y poética ingenuidad de la prosa moderna, así como la tendencia a escribir sobre un tiempo remoto en lugar del «aquí y ahora».

## Premio literario
El premio literario del Grupo 47, que empezó en 1950, se otorgaba a autores todavía desconocidos. Inicialmente, los miembros del grupo recaudaban el dinero del premio, pero más tarde participaron también editoriales y cadenas de radio.

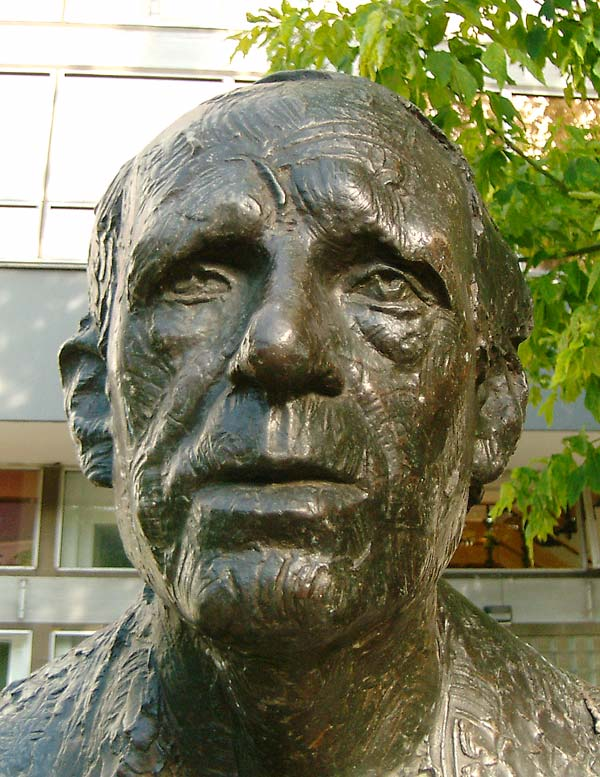
Heinrich Böll.

- 1950: Günter Eich, por Abgelegene Gehöfte
- 1951: Heinrich Böll, por Die schwarzen Schafe
- 1952: Ilse Aichinger
- 1953: Ingeborg Bachmann, por Die gestundete Zeit
- 1955: Martin Walser, por Templones Ende
- 1958: Günter Grass, por El tambor de hojalata (Die Blechtrommel)
- 1962: Johannes Bobrowski
- 1967: Peter Bichsel, por Die Jahreszeiten

## Declive
El grupo ganó popularidad con rapidez, gracias a sus miembros más destacados, y pronto se hizo hueco en el mundo literario alemán. Durante los años sesenta el grupo vivió un rejuvenecimiento gracias a la entrada de nuevos congresistas, lo que trajo una mayor heterogeneidad al grupo y provocó diferencias en el modo de entender la literatura y la política. Por estos motivos, los encuentros públicos se suspendieron y, finalmente, en 1977 se disolvió el grupo. 

## Miembros destacados
- Ilse Aichinger
- Alfred Andersch
- Ingeborg Bachmann
- Heinrich Böll
- Paul Celan
- Günter Eich
- Hans Magnus Enzensberger
- Erich Fried
- Günter Grass
- Wolfgang Hildesheimer
- Uwe Johnson
- Erich Kästner
- Alexander Kluge
- Siegfried Lenz
- Reinhard Lettau
- Marcel Reich-Ranicki
- Hans Werner Richter (Fundador y líder)